# 7780 Maren
7780 Maren este un asteroid din centura principală de asteroizi.

## Descriere
7780 Maren este un asteroid din centura principală de asteroizi. A fost descoperit pe 15 iulie 1993 la Observatorul Palomar de Eleanor Francis Helin și Jack B. Child. Asteroidul prezintă o orbită caracterizată de o semiaxă mare de 2,53 ua, o excentricitate de 0,13 și o înclinație de 11,1° în raport cu ecliptica.